# 贝尔特朗日
贝尔特朗日（法語：Bertrange，[bɛʁtʁɑ̃ʒ]，德語發音：[baʁtʁɪŋən]，[ˈbɑχtʀeŋ] ⓘ）是卢森堡西南部的一个市镇，距离卢森堡城以西6.5公里。

## 歷史
高盧部落特雷維里人居住在該地區數百年，直到公元前54年被朱利葉斯·凱撒征服。在長達450年的高盧羅馬時代，羅馬人在該地區修建了許多道路，包括將特里爾與蘭斯連接起來的大道（Kiem）。 它經過施特拉森與贝尔特朗日，並繼續前往附近的马默（Mambra）和阿爾隆（Orolauneum）。 另一條道路將Tossenberg及Titelberg連接起來。
贝尔特朗日可能有一座封建城堡，1226年Echternach和1243年盧森堡文件中提到了它的領主。